# Konfučijev hram, Ćufu
Konfučijev hram (kineski: 孔廟; pinjin: Kǒng miào) u Ćufu, provincija Šandung, je najveći i najpoznatiji hram Konfucija u istočnoj Aziji.
Od 1994. godine, Konfučijev hram je deo Uneskove svetske baštine „Hram i groblje Konfucija i porodično vila Kung u Ćufu“. Druga dva dela lokaliteta su obližnja porodična vila Kung, u kojoj su živeli glavni potomci Konfučija, i groblje Konfučija nekoliko kilometara severnije, gde su sahranjeni Konfučije i mnogi njegovi potomci. Ta tri mesta u Ćufu su zajednički poznata pod nazivom San Kung (三孔), i.e. „Tri konfučijanska [lokaliteta]“.

## Istorija
Par godine nakon Konfučijeve smrti, vojvoda od Lua je već bio osveštao njegovu bivšu kuću u Ćufu. Godine 205. pre nove ere, car Gao iz dinastije Han bio je prvi car koji je prineo žrtve u znak sećanja na Konfucija u Ćufu. On je dao primer mnogim carevima i visokim zvaničnicima koji su sledeli. Kasnije bi carevi posećivali Ćufu nakon njihovog ustoličenja ili u važnim prilikama kao što je uspešan rat. Ukupno je 12 različitih careva izvršilo posetilo 20 ličnih poseta Ćufu da bi se poklonili Konfučiju. Oko 100 drugih poslalo je svoje zamenike u 196 zvaničnih poseta. Prvobitna Konfučijeva trosobna kuća uklonjena je iz kompleksa hrama tokom obnove preduzete 611. godine. Godine 1012. i 1094, tokom dinastije Song, hram je proširen u dizajn sa tri dela i četiri dvorišta, oko kojih je na kraju uređeno više od 400 soba. Vatra i vandalizam uništili su hram 1214. godine, tokom dinastije Đin. On je obnovljen u svojoj bivšoj veličini do 1302. godine za vreme dinastije Juan. Ubrzo nakon toga, 1331. godine, hram je uokviren zatvorenim zidom po uzoru na Carsku palatu.
Nakon još jednog pustošenja u požaru 1499. godine, hram je konačno obnovljen u današnje razmere. Godine 1724, još jedan požar je u velikoj meri uništio glavnu salu i skulpture u njoj. Naknadna restauracija završena je 1730. Mnoge od tih skulptura oštećene su i uništene tokom Kulturne revolucije 1966. Ukupno je Konfucijev hram podvrgnut setu od 15 velikih renoviranja, 31 velikoj popravci i brojnim malim građevinskim sanacijama.

## Opis
Ovaj hramski kompleks je među najvećim u Kini. On se prostire na površini od 16.000 kvadratnih metara i ima ukupno 460 soba. Budući da se poslednji veliki redizajn nakon požara 1499. godine dogodio ubrzo nakon izgradnje Zabranjenog grada u dinastiji Ming, arhitektura Konfučijevog hrama u mnogo čemu podseća na zabranjeni grad.
Glavni deo hrama sastoji se od devet dvorišta raspoređenih na centralnoj osi koja je orijentisana u pravcu sever-jug i duga je 1,3 km. Prva tri dvorišta imaju mala vrata, zasađena su visokim borovima, i imaju uvodnu funkciju. Prva (najjužnija) kapija nazvana je „Lingking kapija“ (欞星門) po zvezdi u sazvežđu Velikog medveda, što sugeriše da je Konfucije zvezda sa neba. Zgrade u preostalim dvorištima čine srce kompleksa. Impresivne su strukture sa žutim crepovima (inače rezervisanim za cara) i zidovima obojenim crvenom bojom, okružene su tamnozelenim borovima kako bi se stvorio kontrast komplementarnih boja.
Glavne strukture hrama su::
- Lingsing kapija (欞星門)
- Šengši kapija (聖時門)
- Hongdao kapija (弘道門)
- Dadžong kapija (大中門)
- Trinaesta stela paviljona (十三碑亭)
- Dačeng kapija (大成門)
- Kuiven dvorana (奎文閣, izgrađena 1018, restaurirana 1504 tokom Ming dinastije i 1985)
- Sing Tan pavilion (杏壇, Platforma kajsije)
- De Mu Tjen Di svod
- Ljangvu (兩廡)
- Dačeng dvorana (大成殿, izgrađena tokom Ćing dinastije)
- Dvorana odmora (寢殿, posvećena Konfičijevoj supruzi)

### Dačeng dvorana
Dačeng dvorana (kineski: 大成殿; pinjin: Dàchéng  diàn), čije se ime obično prevodi kao Dvorana velikog savršenstva ili Dvorana velikih dostignuća, arhitektonsko je središte današnjeg kompleksa. Sala se prostire na površini od 54 m i visoka je nešto manje od 32 m. Podržava je 28 bogato ukrašenih stubova, svaki visine 6 m i prečnika 0,8 m, koji su u jednom delu isklesani iz lokalne stene. Deset stubova na prednjoj strani hodnika ukrašeno je obmotanim zmajevima. Smatra se da su ovi stubovi bili pokrivani tokom carskih poseta kako ne bi izazvali zavist. Dačeng dvorana je služila kao glavno mesto za prinošenje žrtava u znak sećanja na Konfucija. Takođe se navodi da je to jedan od najlepših pogleda na Konfucijev hram.
- Fasada Dačeng dvorane
- Jedan od zmajevih stubova ispred Dačeng dvorane

### Platform kajsije
U središtu dvorišta ispred hale Dačeng stoji Sing Tan paviljon uprošćeni kineski: 杏坛; tradicionalni kineski: 杏壇; pinjin: Xìng Tán), ili Platforma kajsije. Ona komemoriše Konfučijevo podučavanje njegovih učenika pod stablima kajsija. Svake godine u Ćufu i u mnogim drugim konfucijanskim hramovima održava se ceremonija 28. septembra u znak sećanja na Konfučijev rođendan.

### Paviljoni stela
Veliki broj kamenih stela nalazi se u prostorijama hrama Konfucija. Nedavna knjiga o konfucijanskim stelama u mestu Ćufu katalogizira oko 500 takvih spomenika na području hrama, napominjući da spisak još uvek nije potpun. Stele komemorišu ponovljene obnove i renovacije hramovskog kompleksa, sadrže tekstove koji veličaju Konfucija i carske ukaze kojima su mu dodeljene nove počasne titule. Iako je većina ovih ploča prvobitno bila povezana sa Konfucijevim hramom, neke su u moderno doba premeštene na čuvanje sa drugih mesta u Ćufu.
Natpisi na stelama uglavnom su na kineskom jeziku, ali neke od stela dinastije Juan i Ćing takođe imaju tekstove na srednjomongolskom (koristeći pagspa pismo) i mančujskom.
Neke od najvažnijih carskih stela koncentrisane su u području poznatom kao „Trinaest stelskih paviljona“ (十三碑亭, Šisan Bej Ting). Ovih 13 paviljona raspoređeno je u dva reda u uskom dvorištu između paviljona zvezde književnosti (Kujven Ge) na jugu i Vrata velikog savršenstva (Dačeng Men) na severu.
Severni red sastoji se od pet paviljona, u svakom se nalazi po jedna velika stela koju nosi džinovska kamena kornjača (biksi) i krunisana zmajevima; postavljeni su tokom doba careva Kansi, Jongdženg i Ćenlong iz dinastije Ćing (između Kansi 22 i Ćianlong 13, tj. 1683-1748). Ove carske stele imaju visinu od 3,8 do 4 m, a kornjače su im do 4,8 m. Teške su do 65 tona (uključujući stelu, biksi kornjaču i postolje ispod nje).
Južni red se sastoji od osam paviljona u kojima su smeštene manje stele, po nekoliko u svakom. U njih četiri smeštene su stele iz dinastije Đin (1115-1234) i mongolske dinastije Juan; ostali, iz dinastije Ćing.
Veliki broj manjih ploča raznih epoha, bez biksi postolja, postavljene su na otvorenom u „aneksima“ oko četiri ugla područja Paviljona trinaest stela.
- Stele koje nose kornjače u Konfučijevom hramu
- Tajping Singguo 8 (983)
- Čeng'an 8 (1197)
- Dade 5 (1301)
- Dade era (1297-1307) (levo);  Dade 11 (1307) (desno); kasni Džijuen 5 (1339) (centar)
- Hongvu 4 (1371)
- Jungle 15 (1417)
- Čenghua 4 (1468)
- Hongdži 17 (1504)
- Šundži 8 (1651)
- Kansi 7 (1668)
- Kansi 15 (1676; desno), Kansi 21 (1682; levo)
- Kansi 22 (1683)
- Kansi 25 (1686)
- Jungdženg 8 (1730)
- Jungdženg 8 (1730)
- Jungdženg 8 (1730)
- Ćenlong 13 (1748)

## Literatura
- Confucius; Slingerland, Edward Gilman (2003), Confucius analects: with selections from traditional commentaries, Hackett Publishing, ISBN 0-87220-635-1
- 孔繁银 (Kong Fanyin) (2002), 曲阜的历史名人与文物 (Famous people and cultural relics of Qufu's history), 齐鲁书社 (Jinlu Shushe), ISBN 7-5333-0981-2
- 骆承烈 (Luo Chenglie), ур. (2001), 石头上的儒家文献－曲阜的碑文录 (Confucian writing in stone: a catalog of inscriptions on Qufu's steles), 1,2, 齐鲁书社 (Jinlu Shushe), ISBN 7-5333-0781-X. Continuous page numbering through both volumes. Table of contents is available at https://web.archive.org/web/20110723030617/http://www.book110.net/book/466/0466441.htm
- Toqto'a;  . (1345). Song Shi (宋史) [History of Song].
- Chaffee, John W. (1999). Branches of Heaven: History of the Imperial Clan of Sung China. Harvard University Asia Center. ISBN 0674080491.
- Lau Nap-yin; Huang K’uan-chung (2009). „Founding and Consolidation of the Sung Dynasty under T'ai-tsu (960–976), T'ai-tsung (976–997), and Chen-tsung (997–1022)”.  Ур.: Twitchett, Dennis; Smith, Paul Jakov. The Cambridge History of China, Volume 5: The Sung Dynasty and its Precursors, 907–1279, Part 1. Cambridge: Cambridge University Press. стр. 206—278. ISBN 978-0-521-81248-1.
- Tao Jingshen. The Jurchen in Twelfth-Century China. University of Washington Press, 1976.  0-295-95514-7.
- Franke, Herbert (1994).  Denis C. Twitchett; Herbert Franke; John King Fairbank, ур. The Cambridge History of China: Volume 6, Alien Regimes and Border States, 710–1368. Cambridge University Press.
- Jan Stuart, Evelyn Sakakida Rawski, Freer Gallery of Art, Arthur M. Sackler Gallery Worshiping the ancestors, p. 41  9780804742627
- Man, John (2006). Kublai Khan: From Xanadu to Superpower. London: Bantam Books. ISBN 9780553817188.
- Sloane, Jesse D. (октобар 2014). „Rebuilding Confucian Ideology: Ethnicity and Biography in the Appropriation of Tradition”. Sungkyun Journal of East Asian Studies. 14 (2): 235—255. ISSN 1598-2661. doi:10.21866/esjeas.2014.14.2.005 .

## Spoljašnje veze
- UNESCO World Heritage Listing
- CCTV
- Asian Historical Architecture: Qufu
- Panoramic photo of Confucius Temple
- Photographs of a Confucian Temple ceremony
- Confucian website
- A photo tour of Qufu from 2008 Архивирано 2012-12-09 на сајту
- Temple of Confucious, Qufu, Architectura Sinica Site Archive